# Concursul Muzical Eurovision 2024
Concursul Muzical Eurovision 2024 a fost cea de-a 68-a ediție a Concursului Muzical Eurovision. Organizat de Uniunea Europeană de Difuziune (EBU) și de postul de televiziune gazdă, Sveriges Television (SVT), concursul a avut loc la Arena Malmö și a constat din două semifinale, pe 7 și 9 mai, și o finală, pe 11 mai 2024. Concursul a fost câștigat de Elveția, țara fiind reprezentată de Nemo cu piesa The Code cu 591 de puncte al patrulea cel mai mare scor din istoria jocului

## Locație

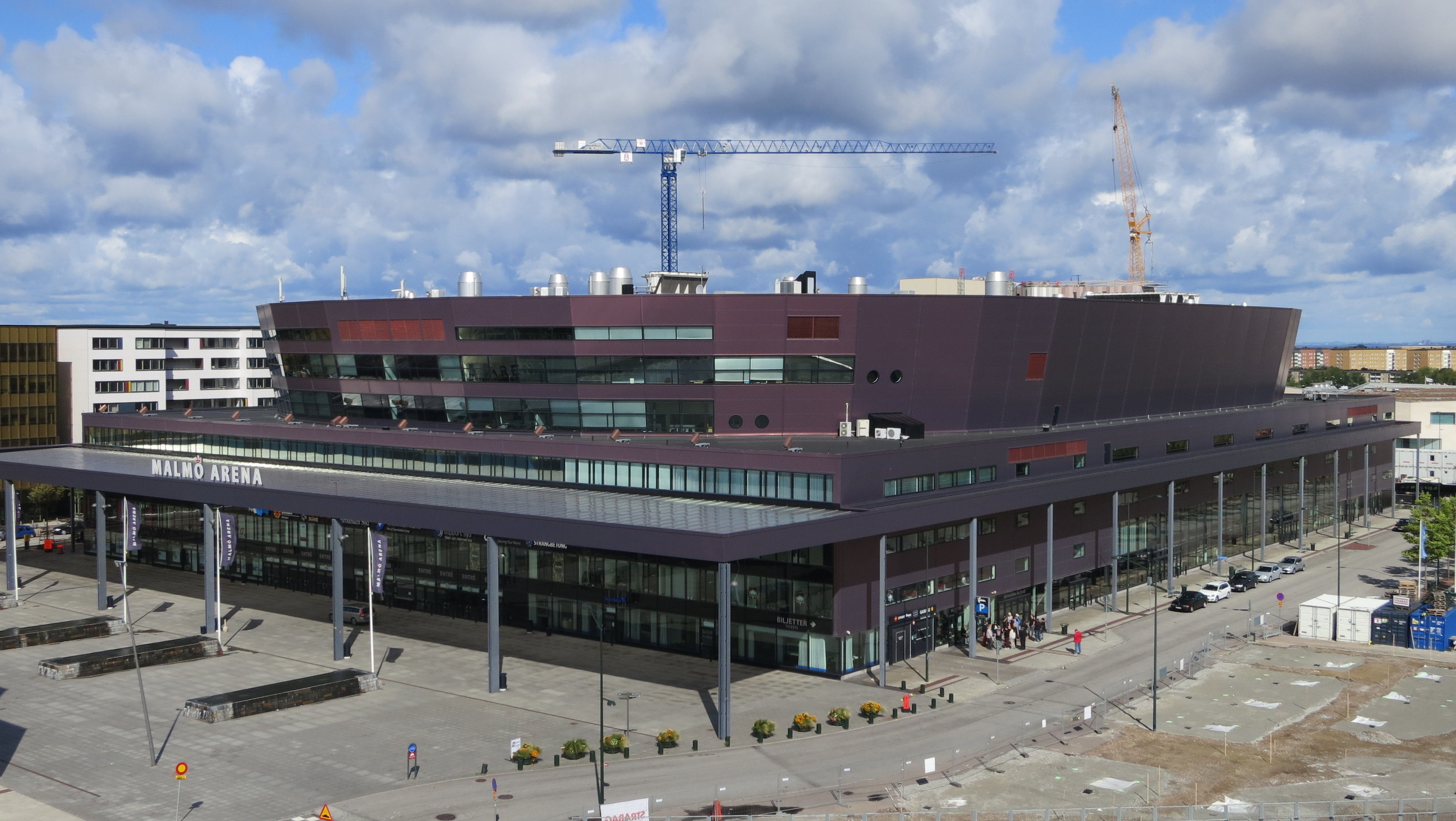
Arena Malmö, locul de desfășurare al concursului din 2024.

Concursul din 2024 este programat să aibă loc în Suedia. Va fi a șaptea oară când Suedia găzduiește concursul, după ce a făcut-o anterior în 1975, 1985, 1992, 2000, 2013 și 2016.  Locul selectat pentru eveniment este Arena Malmö, o arenă polivalentă cu o capacitate de 15.500 de locuri, folosită pentru handbal, floorball, concerte și alte evenimente. Arena a mai găzduit concursul din 2013.

### Faza de licitație
Imediat după victoria Suediei la concursul din 2023, primele orașe care și-au exprimat interesul de a găzdui ediția din 2024 au fost Stockholm, Göteborg și Malmö, cele trei cele mai mari orașe din țară și cele care au mai găzduit în trecut concursul. Pe lângă acestea, mai multe orașe au exprimat, de asemenea, intenția de a depune o ofertă în zilele care au urmat victoriei din 2023, în special Eskilstuna, Jönköping, Örnsköldsvik, Partille și Sandviken.
SVT a stabilit un termen limită până la 12 iunie 2023 pentru orașele interesate să aplice oficial. Stockholm și Göteborg au anunțat oficial candidaturile lor pe 7 și, respectiv, 10 iunie , urmate de Malmö și Örnsköldsvik pe 13 iunie . Puțin înainte de încheierea perioadei de depunere a cererilor, SVT a dezvăluit că a primit mai multe propuneri, precizând ulterior că acestea proveneau de la cele patru orașe menționate. Înaintea acestui anunț, Sandviken și Jönköping deja declaraseră că s-au retras. Pe 7 iulie, candidaturile orașelor Göteborg și Örnsköldsvik au fost raportate că au fost eliminate. Mai târziu în acea zi, EBU și SVT au anunțat Malmö ca oraș gazdă.
 †  Orașul gazdă
 ^  A licitat 
     Pe lista scurtă
| Orașe         | Locul desfășurării                                       | Notițe | Ref.                                      |
| ------------- | -------------------------------------------------------- | --- | ----------------------------------------- |
| Eskilstuna    | Stiga Sports Arena                                       | A găzduit runda de a doua șansă a Melodifestivalen în 2020. Nu au îndeplinit cerințele EBU privind capacitatea. | [ 18 ]                                    |
| Göteborg*     | Scandinavium                                             | A găzduit Concursul Eurovision Song Contest în 1985. Acoperișul necesită ajustări pentru echipamentul de iluminat. Este programată demolarea după finalizarea construcției unei noi facilități sportive în apropiere. | [ 19 ] [ 20 ] [ 21 ] [ 22 ]               |
| Jönköping     | Husqvarna Garden                                         | A găzduit etapele preselectiilor Melodifestivalen în 2007. Nu a îndeplinit cerințele EBU privind capacitatea. | [ 23 ] [ 24 ]                             |
| Malmö*        | Arena Malmö                                              | A găzduit Concursul Muzical Eurovision din 2013. | [ 25 ] [ 26 ] [ 27 ]                      |
| Örnsköldsvik* | Arena Hägglunds                                          | A găzduit semifinalele Melodifestivalen în 2007, 2010, 2014 și 2018 și semifinala în 2023 | [ 28 ]                                    |
| Partille      | Partille Arena                                           | A găzduit Eurovision Choir 2019. Nu a îndeplinit cerințele EBU privind capacitatea. | [ 29 ]                                    |
| Sandviken     | Göransson Arena                                          | A găzduit runde preliminare ale Melodifestivalen în 2010. Planurile includ colaborarea cu alte municipalități din Gävleborg.                                                                                          | [ 30 ] [ 31 ]                             |
| Stockholm*    | Friends Arena                                            | A găzduit toate finalele Melodifestivalen, cu excepția uneia, începând din 2013. Este locația preferată a Consiliului Municipal Stockholm.                                                                            | [ 32 ] [ 33 ] [ 34 ] [ 35 ] [ 36 ] [ 37 ] |
| Stockholm*    | Tele2 Arena                                              | — | [ 32 ] [ 33 ] [ 34 ] [ 35 ] [ 36 ] [ 37 ] |
| Stockholm*    | Urmează să fie construită o arenă ad hoc și nepemamentă. | Propunere de construire a unei arene temporare în Frihamnen, motivată de necesitățile de producție ale concursului și dificultățile în găsirea spațiilor disponibile în săptămânile necesare.                         | [ 32 ] [ 33 ] [ 34 ] [ 35 ] [ 36 ] [ 37 ] |

## Țări participante
Pentru a fi eligibilă pentru participarea în Concursul Muzical Eurovision, o țară trebuie să aibă un radiodifuzor național membru activ al EBU, capabil să primească concursul prin intermediul rețelei Eurovision și să îl transmită în direct la nivel național. EBU emite invitații tuturor membrilor pentru a participa la concurs.
Pentru concursul din 2024, țările eligibile au avut timp până la 15 septembrie 2023 să trimită EBU confirmarea participării lor și până la 11 octombrie 2023 să se retragă fără a se confrunta cu sancțiuni financiare.Cu toate acestea, la data de 14 noiembrie 2023, lista țărilor participante nu fusese încă definită, spre deosebire de anii precedenți, când a fost publicată încă din luna octombrie.
Până în decembrie 2023, următoarele țări și-au confirmat intenția de a participa la concursul din 2024. Luxemburg urmează să revină în concurs după o absență de 30 de ani, ultima dată participând în 1993.

### Semifinala 1
| #  | Țară              | Artist                      | Cântec                  | Traducere           | Limbă               | Loc | Puncte |
| -- | ----------------- | --------------------------- | ----------------------- | ------------------- | ------------------- | --- | ------ |
| 1  | Cipru             | Silia Kapsis                | Liar                    | Mincinos            | engleză             | 6   | 67     |
| 2  | Serbia            | Teya Dora                   | Ramonda (Рамонда)       | Ramonda             | sârbă               | 10  | 47     |
| 3  | Lituania          | Silvester Belt              | Luktelk                 | Rezistă             | lituaniană          | 4   | 119    |
| 4  | Irlanda           | Bambie Thug                 | Doomsday Blue           | Doomsday Blue       | engleză             | 3   | 124    |
| 5  | Ucraina           | Alyona Alyona și Jerry Heil | Teresa & Maria          | Teresa și Maria     | ucraineană, engleză | 2   | 173    |
| 6  | Polonia           | Luna                        | The Tower               | Turnul              | engleză             | 12  | 35     |
| 7  | Croația           | Baby Lasagna                | Rim Tim Tagi Dim        | Rim Tim Tagi Dim    | engleză             | 1   | 177    |
| 8  | Islanda           | Hera Björk                  | Scared of Heights       | Speriat de înălțimi | engleză             | 15  | 3      |
| 9  | Slovenia          | Raiven                      | Veronika                | Veronika            | slovenă             | 9   | 51     |
| 10 | Finlanda          | Windows95man                | No Rules!               | Fără reguli!        | engleză             | 7   | 59     |
| 11 | Republica Moldova | Natalia Barbu               | In the Middle           | În mijloc           | engleză             | 13  | 20     |
| 12 | Azerbaidjan       | Fahree feat. Ilkin Dovlatov | Özünlə apar             | Ia-o cu tine        | azeră               | 14  | 11     |
| 13 | Australia         | Electric Fields             | One Milkali (One Blood) | Un sânge            | engleză             | 11  | 41     |
| 14 | Portugalia        | Iolanda                     | Grito                   | Strigăt             | portugheză          | 8   | 58     |
| 15 | Luxemburg         | Tali                        | Fighter                 | Luptătoare          | engleză, franceză   | 5   | 117    |

### Semifinala 2
| #  | Țară          | Artist              | Cântec                                             | Traducere                                        | Limbă              | Loc | Puncte |
| -- | ------------- | ------------------- | -------------------------------------------------- | ------------------------------------------------ | ------------------ | --- | ------ |
| 1  | Malta         | Sarah Bonnici       | Loop                                               | Buclă                                            | engleză            | 16  | 13     |
| 2  | Albania       | Besa                | Titan                                              | Titan                                            | engleză            | 15  | 14     |
| 3  | Grecia        | Marina Satti        | Zari (Ζάρι)                                        | Zar                                              | greacă             | 5   | 86     |
| 4  | Elveția       | Nemo                | The Code                                           | Codul                                            | engleză            | 4   | 132    |
| 5  | Cehia         | Aiko                | Pedestal                                           | Piedestal                                        | engleză            | 11  | 38     |
| 6  | Austria       | Kaleen              | We Will Rave                                       | Vom înnebuni                                     | engleză            | 9   | 46     |
| 7  | Danemarca     | Saba                | Sand                                               | Nisip                                            | engleză            | 12  | 36     |
| 8  | Armenia       | Ladaniva            | Jako                                               | Jaco                                             | armeană            | 3   | 137    |
| 9  | Letonia       | Dons                | Hollow                                             | Gol                                              | engleză            | 7   | 72     |
| 10 | San Marino    | Megara              | 11:11                                              | 11:11                                            | spaniolă, italiană | 14  | 16     |
| 11 | Georgia       | Nutsa Buzaladze     | Firefighter                                        | Pompier                                          | engleză            | 8   | 54     |
| 12 | Belgia        | Mustii              | Before the Party's Over                            | Înainte de a se termina petrecerea               | engleză            | 13  | 18     |
| 13 | Estonia       | 5miinust și Puuluup | (Nendest) narkootikumidest ei tea me (küll) midagi | Nu știm (încă) nimic despre (aceste) medicamente | estoniană          | 6   | 79     |
| 14 | Israel        | Eden Golan          | Hurricane                                          | Uragan                                           | engleză, ebraică   | 1   | 194    |
| 15 | Norvegia      | Gåte                | Ulveham                                            | Omul lup                                         | norvegiană         | 10  | 43     |
| 16 | Țările de Jos | Joost Klein         | Europapa                                           | Europapa                                         | neerlandeză        | 2   | 182    |

### Finala
| #  | Țară          | Artist                      | Cântec                                             | Traducere                                        | Limbă               | Loc | Puncte |
| -- | ------------- | --------------------------- | -------------------------------------------------- | ------------------------------------------------ | ------------------- | --- | ------ |
| 1  | Suedia        | Marcus & Martinus           | Unforgettable                                      | De neuitat                                       | engleză             | 9   | 174    |
| 2  | Ucraina       | alyona alyona și Jerry Heil | Teresa & Maria                                     | Teresa și Maria                                  | engleză, ucraineană | 3   | 453    |
| 3  | Germania      | Isaak                       | Always on the Run                                  | Mereu pe fugă                                    | engleză             | 12  | 117    |
| 4  | Luxemburg     | Tali                        | Fighter                                            | Luptătoare                                       | engleză, franceză   | 13  | 103    |
| 5  | Țările de Jos | Joost Klein                 | Europapa                                           | Europapa                                         | neerlandeză         | -   | -      |
| 6  | Israel        | Eden Golan                  | Hurricane                                          | Uragan                                           | engleză, ebraică    | 5   | 375    |
| 7  | Lituania      | Silvester Belt              | Luktelk                                            | Rezistă                                          | lituaniană          | 14  | 90     |
| 8  | Spania        | Nebulossa                   | Zorra                                              | Cățea                                            | spaniolă            | 22  | 30     |
| 9  | Estonia       | 5miinust și Puuluup         | (Nendest) narkootikumidest ei tea me (küll) midagi | Nu știm (încă) nimic despre (aceste) medicamente | estoniană           | 20  | 37     |
| 10 | Irlanda       | Bambie Thug                 | Doomsday Blue                                      | Doomsday Blue                                    | engleză             | 6   | 278    |
| 11 | Letonia       | Dons                        | Hollow                                             | Gol                                              | engleză             | 16  | 64     |
| 12 | Grecia        | Marina Satti                | Zari (Ζάρι)                                        | Zar                                              | greacă              | 11  | 126    |
| 13 | Regatul Unit  | Olly Alexander              | Dizzy                                              | Amețit                                           | engleză             | 18  | 46     |
| 14 | Norvegia      | Gåte                        | Ulveham                                            | Omul lup                                         | norvegiană          | 25  | 16     |
| 15 | Italia        | Angelina Mango              | La noia                                            | Plictiseala                                      | italiană            | 7   | 268    |
| 16 | Serbia        | Teya Dora                   | Ramonda (Рамонда)                                  | Ramonda                                          | sârbă               | 17  | 54     |
| 17 | Finlanda      | Windows95man                | No Rules!                                          | Fără reguli!                                     | engleză             | 19  | 38     |
| 18 | Portugalia    | Iolanda                     | Grito                                              | Strigăt                                          | portugheză          | 10  | 152    |
| 19 | Armenia       | Ladaniva                    | Jako                                               | Jaco                                             | armeană             | 8   | 183    |
| 20 | Cipru         | Silia Kapsis                | Liar                                               | Mincinos                                         | engleză             | 15  | 78     |
| 21 | Elveția       | Nemo                        | The Code                                           | Codul                                            | engleză             | 1   | 591    |
| 22 | Slovenia      | Raiven                      | Veronika                                           | Veronika                                         | slovenă             | 23  | 27     |
| 23 | Croația       | Baby Lasagna                | Rim Tim Tagi Dim                                   | Rim Tim Tagi Dim                                 | engleză             | 2   | 547    |
| 24 | Georgia       | Nutsa Buzaladze             | Firefighter                                        | Pompier                                          | engleză             | 21  | 34     |
| 25 | Franța        | Slimane                     | Mon amour                                          | Iubirea mea                                      | franceză            | 4   | 445    |
| 26 | Austria       | Kaleen                      | We Will Rave                                       | Vom înnebuni                                     | engleză             | 24  | 24     |

## Producție
Concursul Eurovision 2024 a fost produs de postul național de televiziune suedez Sveriges Television (SVT). Echipa de bază a fost formată din Ebba Adielsson, în calitate de producător executiv principal, Christel Tholse Willers, în calitate de producător executiv responsabil cu comunicarea, Tobias Åberg, în calitate de producător executiv responsabil cu producția, Johan Bernhagen, în calitate de producător executiv de linie, Christer Björkman, în calitate de producător de concurs, și Per Blankens, în calitate de producător TV. Personalul adițional de producție a fost format din David Wessén, șeful departamentului de producție, Mats Lindgren, șeful departamentului juridic, Madeleine Sinding-Larsen și asistentul executiv Linnea Lopez.
Willers, Åberg, Bernhagen, Björkman și Lindgren au lucrat anterior la concursurile din 2000, 2013 și/sau 2016, în diferite funcții.
Björkman a produs, de asemenea, concursul American Song Contest (o adaptare a formatului Eurovision pentru Statele Unite) și a fost implicat în mare măsură în Melodifestivalen, finala națională suedeză pentru Eurovision, la care au lucrat, de asemenea, Blankens, Sinding-Larsen și Willers.
Municipalitatea din Malmö va contribui cu 30 de milioane de coroane suedeze (aproximativ 2,5 milioane de euro) la bugetul concursului.

### Slogan
Pe 14 noiembrie 2023, EBU și SVT au anunțat că "United by Music", sloganul concursului din 2023, va fi păstrat pentru ediția din 2024 și pentru edițiile viitoare.

## Formatul

### Sistemul de votare și reguli
După ce rezultatul concursului din 2023, în urma căruia Suedia a câștigat în ciuda avansului Finlandei la televoting, a stârnit controverse în rândul publicului, radiodifuzorul norvegian NRK a început discuții cu EBU cu privire la o posibilă revizuire a procedurii de votare a juriului; s-a observat că, în ultimii ani, concurenții norvegieni au fost, de asemenea, penalizați de către juriu, în special în 2019 și 2023, când țara a terminat pe locul șase și, respectiv, cinci la general, în ciuda faptului că s-a clasat pe primul loc în 2019 și pe locul trei în 2023 cu ajutorul televotingului.Într-un interviu, șeful delegației norvegiene, Stig Karlsen, a discutat ideea de a reduce ponderea juriului în scorul final de la 49,4%, cât este în prezent, la 40% sau 30%.Orice modificare a sistemului de vot ar trebui să fie anunțată oficial în ianuarie 2024.
La Festivalul de televiziune de la Edinburgh din august 2023, directorul general adjunct al EBU, Jean-Philip de Tender, a discutat despre posibilitatea de a interzice conținutul generat de inteligența artificială în cadrul concursului pentru a păstra contribuția umană, susținând că „creativitatea ar trebui să vină de la oameni și nu de la mașini".
La sfârșitul lunii septembrie 2023, Carolina Norén, comentatoarea postului de radio Sveriges Radio pentru concurs, a dezvăluit că a reluat discuțiile cu supervizorul executiv Martin Österdahl cu privire la sistemul de calificare; Norén a sugerat revizuirea regulii prin care țările "Big Five" se califică direct în finală, propunând să se limiteze doar la câștigătorul precedent și la țara gazdă și să se ceară celor "Big Five" să concureze în semifinale.

### Timpul de desfășurare
Radiodifuzorul gazdă, SVT, evaluează reducerea duratei finalei cu aproximativ o oră, deoarece aceasta a crescut semnificativ de la introducerea unor elemente precum parada steagului de deschidere în 2013 și sistemul de juriu/televot divizat în 2016.

### Repartizarea semifinalelor
Un tragere la sorți alocă țărilor participante semifinalele desemnate. Cei care au trecut în semifinale sunt împărțiți în mai multe urne, în funcție de modelele de vot istorice, cu scopul de a reduce șansele de "vot în bloc" și de a crește suspansul în semifinale. Tragerea la sorți determină și în ce semifinală vor vota și vor fi obligate să transmită țările calificate automat - țara câștigătoare din anul precedent, Suedia, și cele cinci țări ale "Big Five" (Franța, Germania, Italia, Spania și Regatul Unit) care vor participa. Ceremonia se așteaptă să aibă loc în ianuarie 2024 și să includă transferul însemnelor orașului gazdă de la primarul orașului gazdă anterior către cel al următorului oraș gazdă (adică de la Andrew Lewis, director executiv al Consiliului Municipal din Liverpool, la Katrin Stjernfeldt Jammeh, comisar municipal din Malmö).

### Modificări propuse
Pentru ediția din 2024 au fost propuse și/sau luate în considerare o serie de modificări ale formatului concursului. Primele discuții pe această temă au avut loc în cadrul atelierului anual al concursului Eurovision Song Contest, care a avut loc în Meistersaal din Berlin, Germania, la data de 12 septembrie 2023. Grupul de referință al concursului este cel care decide dacă și ce modificări vor fi aplicate.Regulamentul concursului din 2024 a fost publicat la 1 noiembrie 2023; nu au fost aduse modificări notabile față de ediția precedentă.

## Alte țări

### Membrii EBU
- Macedonia de Nord - La jumătatea lunii septembrie 2023, radiodifuzorul macedonean MRT și-a publicat planul de buget pentru sezonul 2023/2024, care includea o sumă de bani alocată pentru participarea la concursul din 2024.[71]Cu toate acestea, la sfârșitul lunii octombrie 2023, președintele de planificare a programului MRT, Smilka Janeska Sarkanjac, a precizat că nu s-a luat încă o decizie și că planul așteaptă încă aprobarea guvernului. Începând cu 29 octombrie 2023, se aștepta ca acesta să fie finalizat în curând.[72]
- România - La 12 septembrie 2023, s-a comunicat că postul românesc TVR a depus un nou plan bugetar la Ministerul Finanțelor și că participarea țării în 2024 va depinde de aprobarea acestuia.[73] La sfârșitul lunii octombrie 2023, s-a comunicat că planul a fost aprobat și că o lege urma să fie modificată în curând pentru a asigura finanțarea directă a guvernului către radiodifuzor pentru costurile participării la evenimentele EBU, ceea ce înseamnă că România va participa cel mai probabil la concurs.[74][75]

Radiodifuzorii membri activi ai EBU din Bosnia și Herțegovina, Andorra, Monaco și Slovacia au confirmat până în prezent neparticiparea înainte de anunțarea listei de participanți de către EBU.

### Membri non-EBU
- Kosovo - În februarie 2023, radiodifuzorul kosovar RTK a început să dezvolte formatul de selecție națională preconizat pentru Eurovision, Festivali i Këngës, făcând în același timp presiuni pentru a deveni membru al EBU și pentru o invitație la Eurovision 2024.[80][81][82]Pe 16 octombrie 2023, cu puțin timp înainte de lansare, directorul festivalului, Adi Krasta, a confirmat că Kosovo nu va participa la Eurovision în 2024, dar a raportat că directorii de la EBU erau „extrem de entuziaști” în legătură cu festivalul.[83][84]

## Difuzori
Toți difuzorii participanți au putut opta pentru comentatori prezenți la fața locului sau la distanță, care oferă informații despre vot și perspectivă publicului local. În timp ce aceștia trebuie să transmită cel puțin semifinala în care votează și finala, majoritatea difuzorilor transmit toate cele trei spectacole cu planuri de programare diferite. În plus, unele difuzoare care nu participă transmit concursul. Canalul YouTube Eurovision Song Contest a oferit transmisiuni live internaționale fără comentarii pentru toate spectacolele.
| Țări           | Difuzor            | Canale              | Spectacole         | Comentatori | Ref.          |
| -------------- | ------------------ | ------------------- | ------------------ | ----------- | ------------- |
| Franța         | France Télévisions | France 2            | Final              | VFA         |               |
| Germania       | ARD/NDR            | Das Erste           | Finală             | VFA         | [ 85 ]        |
| Italia         | RAI                | Rai 1               | Finală             | VFA         | [ 86 ]        |
| Luxemburg      | RTL                | RTL Télé Lëtzebuerg | Toate spectacolele | VFA         | [ 87 ]        |
| Ucraina        | UA:PBC             | Suspilne Kultura    | VFA                | VFA         | [ 88 ]        |
| Ucraina        | UA:PBC             | Radio Promin        | VFA                | VFA         | [ 88 ]        |
| Marea Britanie | BBC                | BBC One             | Toate spectacolele | VFA         | [ 89 ] [ 90 ] |

| Țară      | Difuzori | Canale | Spectacole         | Comentatori | Ref.   |
| --------- | -------- | ------ | ------------------ | ----------- | ------ |
| Australia | SBS      | SBS    | Toate spectacolele | VFA         | [ 91 ] |

## Legături externe
Materiale media legate de Concursul Muzical Eurovision 2024 la Wikimedia Commons
- Site web oficial